# Damon annulatipes
Damon annulatipes är en spindeldjursart som först beskrevs av Charles Thorold Wood 1869.  Damon annulatipes ingår i släktet Damon och familjen Phrynichidae. Inga underarter finns listade i Catalogue of Life.